# Berlin Yerushalayim
Berlin Yerushalayim (hebreu: ברלין ירושלים) és una pel·lícula d'art experimental històrica i dramàtica independent en llengua francesa, alemanya i hebrea dirigida per Amos Gitai.

## Argument
La pel·lícula explica la història de dues dones als anys trenta. La primera, Else Lasker-Schüler (Lisa Kreuzer), una poeta expressionista alemanya, observa l'auge del nazisme a Berlín abans de marxar cap a Jerusalem. La segona, la russa Manya Xotxat (Rivka Neumann), anomenada Tania a la pel·lícula, s'instal·la en una comunitat d'Israel.

## Producció
La pel·lícula va ser produïda per Marek Rozenbaum, inclou les contribucions artístiques de Pina Bausch i es va inspirar en les pintures de George Grosz, va ser finançada pel televisió pública italiana, Nederlandse Omroep Stichting, La Sept, Departament for Digital, Culture, Media and Sport, Film4 Productions de Channel Four, el Centre national du cinéma et de l'image animée i Le Volcan, distribuïda per Facets Multi-Media, va ser rodada per Henri Alekan i Nurith Aviv, editada per Marco Melani, Antoine Bonfanti, Michel Klochendler i Luc Barnier, el càstig es de Levia Hon i també protagonitzada entre altres Markus Stockhausen (que també va compondre la partitura juntament amb Simon Stockhausen), Vernon Dobtcheff, Veronica Lazăr, Bernard Eisenschitz, Yossi Graber, Juliano Mer-Khamis, Mark Ivanir, Keren Mor, Ori Levy i Ohad Shahar.

## Receció

Amos Gitai (April 2011)

La pel·lícula es va projectar a la 46a Mostra Internacional de Cinema de Venècia durant el setembre de 1989 (on va guanyar diversos premis i va ser nominada al Lleó d'Or) , al Festival Internacional de Cinema d'Istanbul de 1990 (on també va guanyar diversos premis) i al Festival Internacional de Cinema de Rotterdam, al Festival de Cinema de Londres del British Film Institute de 1989, al Festival Internacional de Cinema de Toronto el 13 de setembre de 1989, al 42è Festival Internacional de Cinema de Berlín el 22 de febrer de 1992 i a la Mostra Internacional de Cinema de São Paulo de 1998. El periodista Daniel Warth ha opinat que "tot i que la pel·lícula és minimalista, no obstant això és fascinant". La pel·lícula es va estrenar a Israel, on va ser estrenada al públic en general per Shani Films de Nurith Shan i la Cinemateca de Tel-Aviv el 7 de desembre de 1990 (la pel·lícula es va estrenar el 14 de març de 1990 a França i el 13 de desembre de 1991 als Països Baixos). ), juntament amb Esther (1986) com a part d'una caixa de DVD el 2005.